# Rhipidia (Rhipidia) myriosticta
Rhipidia (Rhipidia) myriosticta is een tweevleugelige uit de familie steltmuggen (Limoniidae). De soort komt voor in het Neotropisch gebied.